# Cloniophorus teocchii kaputui
Cloniophorus teocchii kaputui es una subespecie de escarabajo longicornio del género Cloniophorus, tribu Callichromatini, subfamilia Cerambycinae. Fue descrita científicamente por kaputui Juhel en 2017.

## Descripción
Mide 19 milímetros de longitud.

## Distribución
Se distribuye por República Democrática del Congo.